# Hapkeit
Hapkeit (IMA-Symbol Hpk) ist ein sehr selten vorkommendes Mineral aus der Mineralklasse der „Elemente“ mit der Zusammensetzung Fe2Si und damit chemisch gesehen ein Eisensilicid.
Hapkeit kristallisiert im kubischen Kristallsystem, konnte bisher jedoch nur in Form undurchsichtiger, mikrokristalliner Mineral-Aggregate von stahlgrauer Farbe und metallischem Glanz auf den Oberflächen entdeckt werden. Im Auflichtmikroskop wirkt die Farbe des Minerals allerdings eher weißgelb. Die aus den Kristalldaten errechnete Dichte beträgt 6,83 g/cm³. Strichfarbe, Mohshärte und Spaltbarkeit ließen sich bisher aufgrund der zu geringen Probenmenge nicht ermitteln.

## Etymologie und Geschichte
Entdeckt wurde das Mineral erstmals im April 2001 in einem Mondmeteoriten aus der Region Dhofar in Oman mit der Bezeichnung Dhofar 280. Die Erstbeschreibung erfolgte durch Mahesh Anand, Larry A. Taylor, M. A. Nazaraov, Jinfu Shu, H-K. Mao und Russell J. Hemley, die es nach Bruce Hapke benannten. Als Professor der University of Pittsburgh machte er bereits 1973 Vorhersagen über die Auswirkungen der Weltraumverwitterung auf die Bildung von Mondboden und ihre Auswirkungen auf die Reflexionsspektren.
Ihre Analyse-Ergebnisse und den gewählten Namen sandten Anand und sein Team 2003 zur Prüfung an die Commission on new Minerals, Nomenclature and Classification der International Mineralogical Association (interne Eingangs-Nr. der IMA: 2003-014), die den Hapkeit als eigenständige Mineralart anerkannte. Die Publikation der Erstbeschreibung wurde noch im selben Jahr im Fachmagazin Lunar and Planetary Science veröffentlicht.
Das Typmaterial des Minerals wird im Natural History Museum (NHM) in London aufbewahrt. Die Sammlungs-Nr. der Probe ist allerdings nicht bekannt.

## Klassifikation
Da Hapkeit erst 2003 als eigenständige Mineralart anerkannt wurde, ist er in der seit 1977 veralteten Systematik der Minerale nach Strunz (8. Auflage) noch nicht aufgeführt. Einzig im zuletzt 2018 überarbeiteten und aktualisierten Lapis-Mineralienverzeichnis nach Stefan Weiß, das sich aus Rücksicht auf private Sammler und institutionelle Sammlungen noch nach dieser alten Form der Systematik von Karl Hugo Strunz richtet, erhielt das Mineral die System- und Mineral-Nr. I/A.12-35. In der „Lapis-Systematik“ entspricht dies der Klasse der „Elemente“ und dort der Abteilung „Metalle und intermetallische Verbindungen“, wo Hapkeit zusammen mit Brownleeit, Linzhiit (ehemals Ferdisilicit), Gupeiit, Luobusait, Mavlyanovit, Naquit (ehemals Fersilicit), Palladosilicid, Perryit, Suessit, Xifengit, Zangboit eine eigenständige, aber unbenannte Gruppe bildet.
Die von der International Mineralogical Association (IMA) zuletzt 2009 aktualisierte 9. Auflage der Strunz’schen Mineralsystematik ordnet den Hapkeit in die Abteilung der „Metallischen Kohlenstoff-, Stickstoff- und Phosphorverbindungen“ ein. Diese ist weiter unterteilt nach der genauen Art der Verbindung, so dass das Mineral entsprechend seiner Zusammensetzung in der Unterabteilung der „Silicide“ zu finden ist, wo es als einziges Mitglied die unbenannte Gruppe 1.BB.35 bildet.
Auch die vorwiegend im englischen Sprachraum gebräuchliche Systematik der Minerale nach Dana ordnet den Hapkeit in die Klasse und dort in die gleichnamige Abteilung der „Elemente“ ein. Hier ist er zusammen mit Suessit, Gupeiit, Xifengit, Luobusait, Mavlyanovit und Brownleeit in der „Suessitgruppe, Silicide“ mit der System-Nr. 01.01.23 innerhalb der Unterabteilung „Elemente: metallische Elemente außer der Platingruppe“ zu finden.

## Kristallstruktur
Hapkeit kristallisiert kubisch in der Raumgruppe Pm3m (Raumgruppen-Nr. 221) mit dem Gitterparameter a = 2,831 Å sowie einer Formeleinheit pro Elementarzelle. Das Volumen der Elementarzelle beträgt 22,69 Å³.

## Bildung und Fundorte
Hapkeit bildete sich aus eisenhaltigen Gasen, die sich im luftleeren Raum nach dem Einschlag eines Meteoriten unter extrem reduzierenden Bedingungen auf den Regolith-Brekzien der Mondoberfläche absetzten.
Außer in seiner Typlokalität, dem in der omanischen Region Dhofar gefundenen Mondmeteoriten Dhofar 280, konnte Hapkeit noch im Mondgestein vom Mare Crisium nachgewiesen werden, das die Sonde Luna 24 während ihrer Mission mitbrachte.
Weitere bisher dokumentierte Fundorte sind die Gips-Lagerstätte Koshava in der bulgarischen Oblast Widin, das Flusstal des Kaltat im Targhasa Massiv in der russischen Region Krasnojarsk (Sibirien) und die Umgebung von Utar-Yurt (Bezirk Ishimbaysky bzw.  Ishimbayskiy) in der zur russischen Föderation gehörenden Republik Baschkortostan sowie Gesteinsproben, die nahe der „Zachativsk Station“ westlich von Donezk in der gleichnamigen ukrainischen Oblast gesammelt wurden.